# Artur Boruc
Artur Boruc, nascut el 20 de febrer del 1980 a Siedlce, Polònia, és un futbolista polonès de la dècada de 2000.
Ha jugat com a porter al Lègia de Varsòvia, Celtic de Glasgow, ACF Fiorentina, Southampton FC i AFC Bournemouth i ha estat internacional per la selecció de Polònia.

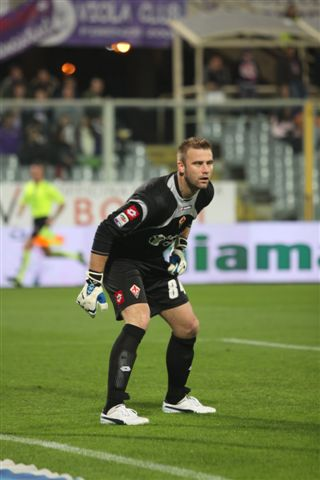
Boruc jugant a la Fiorentina el 2010.